# Линкольнский колледж (Иллинойс)
Линкольнский колледж, колледж Линкольна, Линкольн-колледж (англ. Lincoln College) — частный колледж в Линкольне (штат Иллинойс, США). У колледжа есть филиал в городе Нормал (штат Иллинойс), где взрослые могут получить степень бакалавра. Колледж предлагает программы ассоциированного обучения, бакалавриата и магистратуры.

## История
Линкольнский колледж ведёт свою историю с XIX века. Колледж был основан в 1865 году Камберлендской пресвитерианской церковью, но сейчас он является независимым и не имеет официальной принадлежности к церкви. Рассматривалось несколько мест для учреждения колледжа, однако в декабре 1864 года был выбран город Линкольн. В связи с Гражданской войной деноминация хотела создать колледж на севере, поскольку другие учебные заведения деноминации находились на юге. В это же время в новой общине Линкольна началось движение за создание колледжа.
6 февраля 1865 года Генеральная ассамблея Иллинойса опубликовала устав, на основании которого был создан университет. Президент Авраам Линкольн знал, что учебное заведение будет названо в его честь. Университет Линкольна стал первым учебным заведением, названным в честь Авраама Линкольна, и единственным при его жизни. Закладка фундамента Университетского зала, первого здания колледжа, состоялась в последний день жизни Авраама Линкольна, через шесть дней после получения хартии. К сентябрю 1866 года строительство Университетского зала было завершено, а в ноябре 1866 года колледж открыл свои двери как для мужчин, так и для женщин. В 1868 году в колледже было три человека, получивших ученые степени.
В 1901 году колледж Линкольна объединился с колледжем и промышленной школой Декатур (ныне Университет Милликина) в Декейтере. Название учебного заведения было изменено с Университета Линкольна на Линкольнский колледж университета Джеймса Милликина. Джеймс Милликин, богатый декейтерский животновод, предложил университету Линкольна грант в размере 50 000 долларов на строительство нового здания в кампусе Линкольна, если школа откажется от своего устава. Грант в 50 000 долларов был предоставлен при условии, что жители Линкольна соберут 25 000 долларов на проект нового здания. 25 000 долларов были собраны, и грант в размере 50 000 долларов был предоставлен кампусу Линкольна.
В 1929 году Линкольн стал двухгодичным младшим колледжем, больше не предлагая четырёхгодичную программу обучения, как это было с момента его основания. В 1920-х и 1930-х годах было создано множество младших колледжей. Этот шаг помог колледжу пережить финансовые проблемы Великой депрессии и Второй мировой войны.
После Второй мировой войны кампус Линкольнского колледжа значительно вырос. В колледже есть семь общежитий, многочисленные учебные корпуса, библиотека и новое здание, названное Линкольн-центром, в котором размещаются спортивный зал, современные учебные классы и музей наследия Линкольна.
В 2015 году доктор Дэвид Герлах был выбран 22-м президентом Линкольн-колледжа. Вскоре после назначения доктора Герлаха попечительский совет Линкольн-колледжа утвердил план возвращения Линкольн-колледжа к своим основам в качестве учебного заведения с полным правом на получение степени бакалавра, сохранив при этом программы на получение степени младшего специалиста. По состоянию на 2018—2019 учебный год около половины студентов дневной формы обучения в кампусе Линкольна обучались по программам бакалавриата, а вторую половину студентов кампуса Линкольна составляют студенты со степенью младшего специалиста.
В 2018 году бизнес-программы в колледже Линкольна были объединены в рамках новой Школы бизнеса Маккиннона, названной в честь выдающегося выпускника и успешного бизнесмена Александра Маккиннона.

## Академические науки
Линкольнский колледж аккредитован Комиссией по высшему образованию. В 2010 году Линкольнский колледж получил аккредитацию Северо-Центральной ассоциации колледжей и школ на степень бакалавра искусств в области театра. В 2013 году колледж начал предлагать обучение на степень бакалавра искусств по специальности «Джазовые исследования» (сейчас «Современные джазовые исследования»). С тех пор были добавлены дополнительные степени бакалавра. В настоящее время колледж предлагает более десятка программ бакалавриата. Бизнес-программы в колледже Линкольна аккредитованы Международным советом по аккредитации бизнес-образования.

## Расположение

### Кампус Линкольн
В кампусе в Линкольне обучается почти 1 000 студентов. Студенты приезжают примерно из 25 штатов США и нескольких стран. В список стран входят: Австралия, Китай, Англия, Франция, Япония, Норвегия и Швеция. Примерно 10 процентов студентов — жители городов, 30 процентов — сельской местности и 60 процентов из пригородов. Мужчин среди студентов немного больше, чем женщин. Соотношение студентов и преподавателей составляет 16:1, а в большинстве классов обучается всего 16—20 студентов. 75 процентов студентов оканчивают школу за два года. Кроме того, 90 процентов выпускников в следующем семестре переводятся в четырёхлетнее учебное заведение, где их достижения могут соответствовать или превосходить достижения студентов, проучившихся там полных четыре года.

### Кампус Нормал
Кампус Линкольнского колледжа в Нормал был открыт в 1979 году. Программа «Ускоренный мост к образованию», известная как ABE, предлагает студентам нетрадиционной ориентации возможность получить степень бакалавра в ускоренном формате — один вечер в неделю с дополнительной работой в режиме онлайн. Программа ABE имеет кампусы в Нормал, Линкольне, Оглесби в общественном колледже Иллинойс-Вэлли и в Пеории в Центральном колледже штата Иллинойс. По программе ABE обучается более 500 студентов. Средний размер класса составляет 16 человек, а соотношение студентов и преподавателей — 14:1. Количество мужчин и женщин почти одинаково.

## Студенческая жизнь

### Общежития
На территории кампуса Линкольнского колледжа расположено 6 общежитий. Это Кэрролл Холл, Херитейдж Холл Юг, Херитейдж Холл Запад и Север, Хойл Холл, Олин-Санг Холл и Lynx Village. Эти здания отличаются по стилям, которые включают традиционный стиль, люкс и апартаменты.

### Радио, телевидение и новые медиа
WLNX — это студенческая радиостанция, работающая в кампусе и обслуживающая сообщество Линкольна. Колледж также управляет LCTV, образовательным каналом и каналом местных органов власти, доступным жителям на 5-м канале кабельной системы Comcast.

### Природоохранная биология
Центр активного отдыха Campbell Creekside Outdoor Center — это экологический образовательный объект площадью 104 акра. В 2005 году студент колледжа Линкольна Джадд МакКаллум нашёл здесь самую большую в Иллинойсе окаменелость мамонта.

## Спорт
Линкольнский колледж предоставляет своим студентам возможность заниматься множеством мужских и женских видов спорта на уровне NAIA, включая бейсбол, баскетбол, кросс-кантри, гольф, футбол, плавание и прыжки в воду, лёгкую атлетику, волейбол и борьбу. Колледж начал свой первый сезон в четырёхлётней системе NAIA в 2018 году. Ранее Линкольнский колледж был членом национальной атлетической ассоциации младших колледжей NJCAA, а его конференцией была Среднезападная атлетическая конференция, что вытекает из его многолетней деятельности в качестве младшего колледжа. До этого Линкольн-колледж был членом Иллинойской межвузовской атлетической конференции в 1910—1928 годах.
В качестве младшего колледжа команда по борьбе Линкольнского колледжа произвела на свет множество американских чемпионов NJCAA, и команда часто занимала первые места на национальных соревнованиях NJCAA, включая национальных чемпионов в 1989 и 1991 годах. Линкольнский колледж также является баскетбольным клубом, и в 2010 и 2011 годах он неоднократно выигрывал национальные чемпионаты по баскетболу. В 2018 году волейбольная команда колледжа, «Линкс», выиграла национальный чемпионат мужского дивизиона II в Национальном чемпионате NCVF по волейболу среди клубов. В последние годы команды Линкольнского колледжа по плаванию и прыжкам в воду привлекли ряд спортсменов, которые представляли свои страны на Олимпийских играх. Талисман колледжа — рысь.
Колледж планировал добавить мужской и женский боулинг к своим межвузовским спортивным соревнованиям в сезоне 2019—2020 годов. Колледж также планировал добавить совместные онлайн-игры («Esports») в качестве официально спонсируемого клубного вида спорта.
Линкольнский колледж объявил о своём вступлении в Чикаголендскую коллегиальную атлетическую конференцию в 2020—2021 учебном году.

## Музей наследия Линкольна
Музей наследия Линкольна начал свою работу как Комната Линкольна в колледже Линкольна в 1941 году, получив в дар от выпускника, судьи Лоренса Стрингера, большое количество предметов, связанных с Авраамом Линкольном. Со временем коллекция росла, и одним из значимых пожертвований стал дар Роберта Тодда Линкольна Беквита, последнего потомка семьи Линкольнов. По мере расширения коллекции Линкольнского колледжа комната Линкольна превратилась в музей Линкольнского колледжа в библиотеке Маккинстри. К 2014 году музей снова перерос свое помещение, и Музей наследия Линкольна был создан в недавно построенном здании Линкольн-центра.
В 2019 году Музей наследия Линкольна занял 5-е место среди самых удивительных колледжских музеев в США, а в 2003 году вошел в число 30 самых удивительных университетских музеев в мире.

## Выпускники
См. категорию Выпускники Линкольнского колледжа
- Кори Андерсон, боец ММА, победитель 19 сезона бойцовского реалити-шоу The Ultimate Fighter;
- Брюс Блок[англ.], голливудский продюсер, продюсер фильмов «Новая ловушка для родителей», «Праздник», «Чего хотят женщины» и других;
- Бренда Чепмен, американская писательница, художник-аниматор, режиссёр;
- Кевин Гэмбл, баскетболист Бостон Селтикс и Университета Айовы;
- Мэтт Хьюз, борец; профессиональный боец смешанных единоборств, член Зала славы UFC, бывший двукратный чемпион UFC в полусреднем весе[32];
- Эдвард Мэдиган[англ.], бывший конгрессмен США;
- Стивен Мандель[англ.], канадский политик;
- Эверетт Эррол Мердок, профессор Университета штата Калифорния, удостоенный награды, и автор бестселлеров;
- Брайан Сниткер[англ.], менеджер бейсбольной команды «Атланта Брейвз», выигравшей Мировую серию (с 2016 по настоящее время);
- Элис Беллвадор Сэмс Тернер[англ.] (1859—1915), врач, писатель;
- Альберт Тейлор[англ.], 5-й президент Канзасской государственной педагогической школы[англ.].